# Basilique Saint-Jean de Sarrebruck
Pour les articles homonymes, voir Basilique Saint-Jean.
La basilique Saint-Jean est une basilique catholique située sur le marché Saint-Jean à Sarrebruck.
L'église Saint-Jean (St. Johann) était administrée à l'époque de la Réforme par un seigneur protestant et seule une chapelle, la chapelle Saint-Jean, était affectée au culte catholique. Au XVIIIe siècle, sous la domination française de Louis XIV, la population catholique s'accrut. Le pouvoir en place finança alors la construction de la basilique, qui était alors le seul édifice religieux construit depuis cent ans. La basilique Saint-Jean fut construite à la place de la chapelle du même nom par l'architecte Frédéric-Joachim Stengel entre 1754 et 1758.
La basilique fut plusieurs fois réaménagée, détruite et rénovée. L'intérieur a été réaménagé conformément à l'original baroque entre 1972 et 1975. La basilique tient son nom actuel d'une décision de Paul VI qui en fit une basilique mineure. La basilique fait partie d'une paroisse qui compte cinq églises.
En plus des messes, des concerts d'orgues y sont régulièrement organisés.